# Carta de Cambon

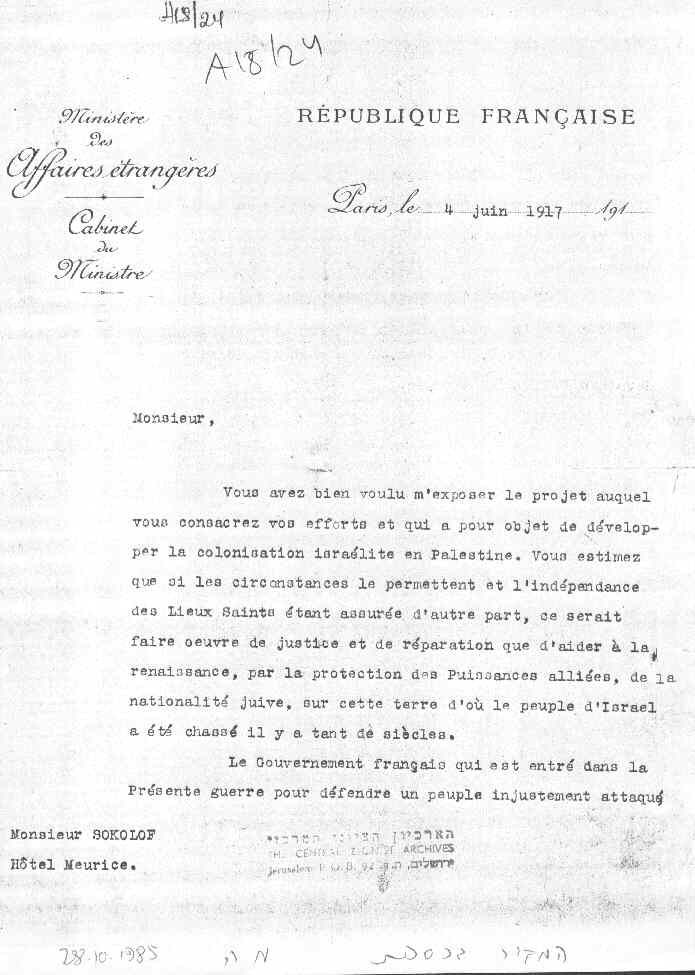
La carta de Cambon.

La Carta de Cambon es una carta escrita el 4 de junio de 1917 por Jules Cambon, director de la sección política del Ministerio de Asuntos Exteriores de Francia, al diplomático sionista Nahum Sokolow. La carta expresa las simpatías del gobierno francés sobre la colonización judía en Palestina. Se considera como un precursor político esencial de la Declaración Balfour.

## Historia
El 11 de marzo de 1916, en un telegrama a los embajadores ruso y francés, Edward Grey propuso que los Aliados habían emitido una declaración conjunta apoyando las aspiraciones judías en Palestina. Verete, en su relato sobre los desarrollos que dieron lugar la esta propuesta, explicó:

"Here is the root and source of the pro-Zionist policy of British governments until the Balfour Declaration"
"Aquí está la raíz y fuente de la política pro-sionista de los gobiernos británicos hasta la Declaración Balfour"
Verete

El historiador Martin Kramer sugiere que asegurar la aprobación de los aliados franceses y americanos de los británicos, y del Vaticano, que controlaba muchos de los Lugares Santos en la Tierra de Israel, era una condición necesaria para la Declaración Balfour
Tanto el diplomático británico Mark Sykes como el francés François Georges-Picot se encontraban en Petrogrado en ese momento aconsejando a sus embajadores sobre la forma de que los rusos aprobaran el secreto acuerdo Sykes-Picot y sus términos para la futura disposición de Palestina. No hubo un grande entusiasmo sobre la propuesta por parte de los franceses y los rusos. Brecher dio cuenta de las motivaciones y actitud francesas sobre la cuestión durante los años de la guerra.
Hubo pocos desarrollos hasta el cambio de gobierno en Gran Bretaña a pesar de la necesidad de acomodarse con los franceses, tratando de mantener los términos del acuerdo Sykes-Picot. En una memoria datada el 21 de abril de 1917, Lord Cecil, quien fue el delegado de Lord Balfour como Secretario de Exteriores (Foreign Secretary) durante la Misión Balfour  a América, escribió que:

I quite recognise the very great difficult of carrying out the Zionist policy involving as it does a strong preference for a British protectorate over Palestine. That seems to me to make it the more desirable to get France to join us in an expression of sympathy for Jewish Nationalist aspirations.
Reconozco la gran dificultad de llevar a cabo las políticas sionistas involucrando como lo hacen una preferencia para un protectorado británico sobre Palestina. Parece que lo más deseable es que Francia se una a nosotros en una expresión de simpatía hacia las aspiraciones nacionales judías.
Lord Cecil, 21 de abril de 1917.

Se organizó un viaje a Francia e Italia para Mark Sykes, quien había sido nombrado a comienzos diera año para liderar las negociaciones con los sionistas, y el diplomático sionista Nahum Sokolow, durante abril y mayo de 1917. Tras reunirse con varios oficiales franceses en abril, visitaron Italia, donde Sokolow logró apoyo verbal de Benedicto XV el 4 de mayo de 1917. A su regreso a Francia, Sokolow consiguió obtener el compromiso francés por escrito, la carta de Cambon, aunque quedó sin publicar en ese momento.
Tanto Kramer como Kaufman dan más información así como un análisis de los antecedentes y motivaciones de la carta y de la aprobación de Pichon posterior a la Declaración Balfour.

## Contenido de la carta
El contenido de la carta es el siguiente:

Paris, le 4 juin 1917

Monsieur,

Vous avez bien voulu m’exposer le projet auquel vous consacrez tous vos efforts et qui a pour objet de développer la colonisation israélite en Palestine. Vous estimez que si les circonstances le permettent et l’indépendance des Lieux Saints étant assurée d’autre part, ce serait faire oeuvre de justice et de réparation que d’aider, par la protection des Puissances alliées, à la renaissance de la nationalité juive, sur cette terre d’où le peuple d’Israël fut chassé il y a tant de siècles.

Le gouvernement français, qui est entré dans cette guerre pour défendre un peuple injustement attaqué, et qui continue la lutte pour assurer la victoire du droit sur la force, ne peut qu’éprouver de la sympathie pour votre cause, dont le triomphe est lié à celui des alliés.

Je suis heureux de vous donner sous ce pli une telle assurance.
París, 4 de junio de 1917

Señor,

Usted ha tenido a bien exponerme el proyecto al que consagra sus esfuerzos y que tiene por objeto el desarrollo de la colonización israelita en Palestina. Usted considera que si las circunstancias lo permiten y la independencia de los Lugares Santos estuviera de otra manera asegurada, eso sería una obra de justicia y reparación que ayudaría, por la protección de las potencias aliadas, al renacimiento de la nacionalidad judía sobre esa tierra de la que el pueblo judío fue expulsado hace tantos siglos.

El gobierno francés, que ha entrado en esta guerra para defender un pueblo injustificadamente atacado, y que sigue la lucha para asegurar el triunfo de la ley sobre la fuerza, no puede sino mostrar simpatía por vuestra causa, cuyo triunfo está vinculado al de los aliados.

Me alegra darle en esas condiciones tal seguridad.

### Otros artículos
- Declaración Balfour